# Eupithecia nemoralis
Eupithecia nemoralis är en fjärilsart som beskrevs av William Schaus 1913. Eupithecia nemoralis ingår i släktet Eupithecia och familjen mätare. Inga underarter finns listade i Catalogue of Life.